# Étienne Sapey
Pour les articles homonymes, voir Sapey.
Étienne Sapey est un homme politique français né le 20 février 1771 au Grand-Lemps (Isère) et mort le 2 décembre 1863 à Valence (Drôme).

## Biographie
Étienne Adrien Sapey naît le 20 février 1771 au Grand-Lemps et est baptisé le même jour. Il est le fils de Jean Baptiste Charles Sapey, notaire et châtelain, et de son épouse, Marie Anne Mingrat. Il est le frère cadet de Louis-Charles Sapey (1769-1857).
Directeur de l'enregistrement et des domaines à Valence sous la Monarchie de Juillet, il est colonel de la garde nationale et député de la Drôme de 1852 à 1859, siégeant dans la majorité soutenant le Second Empire.